# 1. Fußball-Club Kaiserslautern 1982-1983
Questa voce raccoglie le informazioni riguardanti il 1. Fußball-Club Kaiserslautern nelle competizioni ufficiali della stagione 1982-1983.

## Stagione
Nella stagione 1982-1983 il Kaiserslautern, allenato da Rudolf Kröner e Ernst Diehl, concluse il campionato di Bundesliga al 6º posto. In Coppa di Germania il Kaiserslautern fu eliminato al primo turno dal FSV Francoforte. In Coppa UEFA il Kaiserslautern fu eliminato ai quarti di finale dall'FCU Craiova.

## Rosa
| N. |                     | Ruolo | Calciatore         |
| -- | ------------------- | ----- | ------------------ |
|    | Svezia (bandiera)   | P     | Ronnie Hellström   |
|    | Germania (bandiera) | P     | Thomas Henrichs    |
|    | Germania (bandiera) | P     | Armin Reichel      |
|    | Germania (bandiera) | D     | Andreas Brehme     |
|    | Germania (bandiera) | D     | Hans-Peter Briegel |
|    | Germania (bandiera) | D     | Michael Dusek      |
|    | Germania (bandiera) | D     | Hans-Günter Neues  |
|    | Germania (bandiera) | D     | Manfred Plath      |
|    | Germania (bandiera) | D     | Hans-Peter Rinner  |
|    | Germania (bandiera) | D     | Wolfgang Wolf      |
|    | Germania (bandiera) | C     | Hans Bongartz      |

| N. |                     | Ruolo | Calciatore         |
| -- | ------------------- | ----- | ------------------ |
|    | Germania (bandiera) | C     | Friedhelm Funkel   |
|    | Germania (bandiera) | C     | Reiner Geye        |
|    | Germania (bandiera) | C     | Dieter Kitzmann    |
|    | Germania (bandiera) | C     | Werner Melzer      |
|    | Germania (bandiera) | A     | Thomas Allofs      |
|    | Germania (bandiera) | A     | Axel Brummer       |
|    | Germania (bandiera) | A     | Norbert Eilenfeldt |
|    | Germania (bandiera) | A     | Uwe Frowein        |
|    | Germania (bandiera) | A     | Bruno Hübner       |
|    | Svezia (bandiera)   | A     | Torbjörn Nilsson   |

## Organigramma societario
Area tecnica
- Allenatore: Ernst Diehl
- Allenatore in seconda:
- Preparatore dei portieri:
- Preparatori atletici:

## Calciomercato

### Sessione estiva
| Acquisti | Acquisti         | Acquisti           | Acquisti |
| R.       | Nome             | da                 | Modalità |
| -------- | ---------------- | ------------------ | -------- |
| A        | Thomas Allofs    | Fortuna Düsseldorf |          |
| A        | Uwe Frowein      | Kaiserslautern II  |          |
| A        | Torbjörn Nilsson | IFK Göteborg       |          |

| Cessioni | Cessioni        | Cessioni               | Cessioni |
| R.       | Nome            | a                      | Modalità |
| -------- | --------------- | ---------------------- | -------- |
| C        | Lutz Eigendorf  | Eintracht Braunschweig |          |
| A        | Erhard Hofeditz | Karlsruhe              |          |

### Sessione invernale
| Acquisti | Acquisti | Acquisti | Acquisti |
| R.       | Nome     | da       | Modalità |
| -------- | -------- | -------- | -------- |

| Cessioni | Cessioni | Cessioni | Cessioni |
| R.       | Nome     | a        | Modalità |
| -------- | -------- | -------- | -------- |

## Risultati

### Bundesliga

#### Girone di andata
| Arbitro: | Stäglich |

|                       |           |                          |
| Allofs 31’ Funkel 85’ | Marcatori | 66’ Remark 83’ Killmaier |

| Arbitro: | Walz |

|                                       |           |  |
| Fischer 31’ Littbarski 43’ Šljivo 70’ | Marcatori |  |

| Arbitro: | Klauser |

|          |           |                |
| Borg 21’ | Marcatori | 52’ Eilenfeldt |

| Arbitro: | Horeis |

|  |           |                        |
|  | Marcatori | 35’ Răducanu 75’ Huber |

| Gelsenkirchen 11 settembre 1982, ore 15:30 CEST 5ª giornata | Schalke 04 | 0 – 0 referto | Kaiserslautern | Parkstadion (25 000 spett.)\| Arbitro: \| Tritschler \| |
| Arbitro:                                                    | Tritschler |               |                |                                                         |

| Arbitro: | Wahmann |

|                       |           |               |
| Allofs 2’ Brummer 41’ | Marcatori | 75’ Schneider |

| Arbitro: | Assenmacher |

|                                 |           |  |
| Sidka 2’ Neubarth 36’ Meier 76’ | Marcatori |  |

| Arbitro: | Walz |

|                                |           |           |
| Allofs 42’ Eilenfeldt 72’, 84’ | Marcatori | 4’ Bommer |

| Arbitro: | Risse |

|            |           |          |
| Boysen 38’ | Marcatori | 72’ Geye |

| Arbitro: | Brehm |

|                         |           |  |
| Geye 21’ Eilenfeldt 84’ | Marcatori |  |

| Arbitro: | Schmidhuber |

|                                   |           |                               |
| Pagelsdorf 14’ (rig.), 82’ (rig.) | Marcatori | 16’ Allofs 60’ (rig.) Briegel |

| Arbitro: | Umbach |

|                                    |           |  |
| Allofs 33’ Briegel 71’ Nilsson 75’ | Marcatori |  |

| Arbitro: | Heitmann |

|            |           |            |
| Oswald 55’ | Marcatori | 29’ Allofs |

| Arbitro: | Ahlenfelder |

|                               |           |                             |
| Allofs 7’ Eilenfeldt 63’, 73’ | Marcatori | 16’ Rummenigge 23’ Breitner |

| Arbitro: | Wippker |

|                |           |            |
| von Heesen 75’ | Marcatori | 68’ Brehme |

| Arbitro: | Osmers |

|                                     |           |  |
| Allofs 25’ Nilsson 26’ Kitzmann 79’ | Marcatori |  |

| Arbitro: | Uhlig |

|                 |           |             |
| Niedermayer 22’ | Marcatori | 15’ Nilsson |

#### Girone di ritorno
| Berlino 22 gennaio 1983, ore 15:30 CET 18ª giornata | Hertha Berlino | 0 – 0 referto | Kaiserslautern | Stadio Olimpico (16 030 spett.)\| Arbitro: \| Horeis \| |
| Arbitro:                                            | Horeis         |               |                |                                                         |

| Arbitro: | Tritschler |

|                                           |           |                               |
| Eilenfeldt 5’ Briegel 68’ (rig.) Wolf 75’ | Marcatori | 62’ Littbarski 78’ Zimmermann |

| Arbitro: | Eschweiler |

|                                    |           |                         |
| Briegel 34’ Nilsson 38’ Brehme 69’ | Marcatori | 18’ Studzizba 48’ Keute |

| Arbitro: | Walz |

|                                                  |           |  |
| Geye 11’ (aut.) Abramczik 43’ Koch 69’ Klotz 85’ | Marcatori |  |

| Arbitro: | Heitmann |

|                         |           |  |
| Hübner 80’ Kitzmann 88’ | Marcatori |  |

| Arbitro: | Clajus |

|          |           |            |
| Trunk 7’ | Marcatori | 62’ Allofs |

| Arbitro: | Schmidhuber |

|                      |           |           |
| Wolf 16’ Nilsson 19’ | Marcatori | 43’ Meier |

| Arbitro: | Redelfs |

|                           |           |           |
| Bommer 43’ Eðvaldsson 81’ | Marcatori | 8’ Hübner |

| Arbitro: | Retzmann |

|                                                                             |           |  |
| Brehme 7’ Eilenfeldt 20’, 34’ Nilsson 41’, 68’ Bongartz 54’ Groß 85’ (aut.) | Marcatori |  |

| Leverkusen 8 aprile 1983, ore 20:00 CEST 27ª giornata | Bayer Leverkusen | 0 – 0 referto | Kaiserslautern | Ulrich-Haberland-Stadion (7 000 spett.)\| Arbitro: \| Walz \| |
| Arbitro:                                              | Walz             |               |                |                                                               |

| Arbitro: | Brückner |

|                                 |           |  |
| Nilsson 52’ Geye 83’ Allofs 88’ | Marcatori |  |

| Arbitro: | Pauly |

|                       |           |                        |
| Pezzey 6’ Schreml 13’ | Marcatori | 9’ Nilsson 45’ Briegel |

| Arbitro: | Gabor |

|             |           |  |
| Briegel 10’ | Marcatori |  |

| Arbitro: | Ahlenfelder |

|  |           |             |
|  | Marcatori | 73’ Briegel |

| Arbitro: | Eschweiler |

|                                 |           |                               |
| Briegel 57’ (rig.) Kitzmann 59’ | Marcatori | 55’ (rig.) Kaltz 66’ Milewski |

| Arbitro: | Walz |

|                                     |           |                                 |
| Mill 2’, 81’ Reich 14’ Matthäus 73’ | Marcatori | 34’ Eilenfeldt 39’ (aut.) Kamps |

| Arbitro: | Redelfs |

|                           |           |                                |
| Eilenfeldt 17’ Allofs 85’ | Marcatori | 11’, 49’ Ohlicher 66’ Reichert |

### Coppa di Germania
| Arbitro: | Ermer |

|                                   |           |                     |
| Sarroca 6’ Álvarez 10’ Tuschl 34’ | Marcatori | 85’ Allofs 88’ Geye |

### Coppa UEFA
| Arbitro: | Poucek |

|                                     |           |  |
| Nilsson 20’ Briegel 71’, 74’ (rig.) | Marcatori |  |

| Arbitro: | Streng |

|  |           |                                |
|  | Marcatori | 2’ Eilenfeldt 41’, 71’ Briegel |

| Arbitro: | Dočev |

|          |           |                        |
| Díaz 79’ | Marcatori | 72’ Nilsson 89’ Allofs |

| Arbitro: | Courtney |

|                         |           |  |
| Nilsson 70’ Briegel 82’ | Marcatori |  |

| Arbitro: | Valentine |

|               |           |  |
| Francisco 56’ | Marcatori |  |

| Arbitro: | Agnolin |

|                                                |           |  |
| Nilsson 10’ Geye 19’ Brehme 44’ Eilenfeldt 68’ | Marcatori |  |

| Arbitro: | Schoeters |

|                                     |           |                        |
| Brehme 24’, 51’ Irimescu 40’ (aut.) | Marcatori | 53’ Geolgău 72’ Crişan |

| Arbitro: | Hackett |

|             |           |  |
| Negrilă 82’ | Marcatori |  |

## Statistiche

### Statistiche di squadra
| Competizione      | Punti | In casa | In casa | In casa | In casa | In casa | In casa | In trasferta | In trasferta | In trasferta | In trasferta | In trasferta | In trasferta | Totale | Totale | Totale | Totale | Totale | Totale | DR  |
| Competizione      | Punti | G       | V       | N       | P       | Gf      | Gs      | G            | V            | N            | P            | Gf           | Gs           | G      | V      | N      | P      | Gf     | Gs     | DR  |
| ----------------- | ----- | ------- | ------- | ------- | ------- | ------- | ------- | ------------ | ------------ | ------------ | ------------ | ------------ | ------------ | ------ | ------ | ------ | ------ | ------ | ------ | --- |
| Bundesliga        | 41    | 17      | 13      | 2       | 2       | 43      | 18      | 17           | 1            | 11           | 5            | 14           | 26           | 34     | 14     | 13     | 7      | 57     | 44     | +13 |
| Coppa di Germania | -     | 0       | 0       | 0       | 0       | 0       | 0       | 1            | 0            | 0            | 1            | 2            | 3            | 1      | 0      | 0      | 1      | 2      | 3      | -1  |
| Coppa UEFA        | -     | 4       | 4       | 0       | 0       | 12      | 2       | 4            | 2            | 0            | 2            | 5            | 3            | 8      | 6      | 0      | 2      | 17     | 5      | +12 |
| Totale            | 41    | 21      | 17      | 2       | 2       | 55      | 20      | 22           | 3            | 11           | 8            | 21           | 32           | 43     | 20     | 13     | 10     | 76     | 52     | +24 |

### Andamento in campionato
| Giornata  | 1 | 2  | 3  | 4  | 5  | 6  | 7  | 8  | 9  | 10 | 11 | 12 | 13 | 14 | 15 | 16 | 17 | 18 | 19 | 20 | 21 | 22 | 23 | 24 | 25 | 26 | 27 | 28 | 29 | 30 | 31 | 32 | 33 | 34 |
| --------- | - | -- | -- | -- | -- | -- | -- | -- | -- | -- | -- | -- | -- | -- | -- | -- | -- | -- | -- | -- | -- | -- | -- | -- | -- | -- | -- | -- | -- | -- | -- | -- | -- | -- |
| Luogo     | C | T  | T  | C  | T  | C  | T  | C  | T  | C  | T  | C  | T  | C  | T  | C  | T  | T  | C  | C  | T  | C  | T  | C  | T  | C  | T  | C  | T  | C  | T  | C  | T  | C  |
| Risultato | N | P  | N  | P  | N  | V  | P  | V  | N  | V  | N  | V  | N  | V  | N  | V  | N  | N  | V  | V  | P  | V  | N  | V  | P  | V  | N  | V  | N  | V  | V  | N  | P  | P  |
| Posizione | 6 | 15 | 14 | 15 | 15 | 11 | 13 | 11 | 11 | 9  | 10 | 8  | 8  | 7  | 7  | 7  | 7  | 7  | 7  | 7  | 7  | 7  | 7  | 7  | 7  | 7  | 7  | 7  | 6  | 6  | 5  | 6  | 6  | 6  |

Legenda:

Luogo: C = Casa; T = Trasferta. Risultato: V = Vittoria; N = Pareggio; P = Sconfitta.

### Statistiche dei giocatori
| Giocatore     | Bundesliga | Bundesliga | Bundesliga  | Bundesliga | Coppa di Germania | Coppa di Germania | Coppa di Germania | Coppa di Germania | Coppa UEFA | Coppa UEFA | Coppa UEFA  | Coppa UEFA | Totale   | Totale | Totale      | Totale     |
| Giocatore     | Presenze   | Reti       | Ammonizioni | Espulsioni | Presenze          | Reti              | Ammonizioni       | Espulsioni        | Presenze   | Reti       | Ammonizioni | Espulsioni | Presenze | Reti   | Ammonizioni | Espulsioni |
| ------------- | ---------- | ---------- | ----------- | ---------- | ----------------- | ----------------- | ----------------- | ----------------- | ---------- | ---------- | ----------- | ---------- | -------- | ------ | ----------- | ---------- |
| T. Allofs     | 30         | 11         | 2           | 1          | 1                 | 1                 | 0                 | 0                 | 8          | 1          | 0           | 0          | 39       | 13     | 2           | 1          |
| H. Bongartz   | 29         | 1          | 2           | 0          | 1                 | 0                 | 0                 | 0                 | 7          | 0          | 0           | 0          | 37       | 1      | 2           | 0          |
| A. Brehme     | 30         | 3          | 4           | 0          | 1                 | 0                 | 0                 | 0                 | 5          | 3          | 0           | 0          | 36       | 6      | 4           | 0          |
| H. Briegel    | 33         | 8          | 3           | 0          | 0                 | 0                 | 0                 | 0                 | 8          | 5          | 0           | 0          | 41       | 13     | 3           | 0          |
| A. Brummer    | 15         | 1          | 0           | 0          | 1                 | 0                 | 0                 | 0                 | 6          | 0          | 0           | 0          | 22       | 1      | 0           | 0          |
| M. Dusek      | 32         | 0          | 4           | 0          | 1                 | 0                 | 0                 | 0                 | 7          | 0          | 0           | 0          | 40       | 0      | 4           | 0          |
| N. Eilenfeldt | 32         | 11         | 2           | 0          | 1                 | 0                 | 0                 | 0                 | 8          | 2          | 0           | 0          | 41       | 13     | 2           | 0          |
| U. Frowein    | 4          | 0          | 0           | 0          | 0                 | 0                 | 0                 | 0                 | 0          | 0          | 0           | 0          | 4        | 0      | 0           | 0          |
| F. Funkel     | 11         | 1          | 0           | 0          | 1                 | 0                 | 0                 | 0                 | 1          | 0          | 0           | 0          | 13       | 1      | 0           | 0          |
| R. Geye       | 32         | 3          | 5           | 0          | 1                 | 1                 | 0                 | 0                 | 8          | 1          | 0           | 0          | 41       | 5      | 5           | 0          |
| R. Hellström  | 3          | 0          | 0           | 0          | 1                 | 0                 | 0                 | 0                 | 0          | 0          | 0           | 0          | 4        | 0      | 0           | 0          |
| T. Henrichs   | 2          | 0          | 0           | 0          | 0                 | 0                 | 0                 | 0                 | 0          | 0          | 0           | 0          | 2        | 0      | 0           | 0          |
| B. Hübner     | 6          | 2          | 0           | 0          | 1                 | 0                 | 0                 | 0                 | 3          | 0          | 0           | 0          | 10       | 2      | 0           | 0          |
| D. Kitzmann   | 24         | 3          | 1           | 0          | 0                 | 0                 | 0                 | 0                 | 5          | 0          | 0           | 0          | 29       | 3      | 1           | 0          |
| W. Melzer     | 31         | 0          | 2           | 0          | 1                 | 0                 | 0                 | 0                 | 7          | 0          | 0           | 0          | 39       | 0      | 2           | 0          |
| H. Neues      | 5          | 0          | 1           | 0          | 1                 | 0                 | 0                 | 0                 | 2          | 0          | 0           | 0          | 8        | 0      | 1           | 0          |
| T. Nilsson    | 33         | 9          | 0           | 0          | 0                 | 0                 | 0                 | 0                 | 8          | 4          | 0           | 0          | 41       | 13     | 0           | 0          |
| M. Plath      | 13         | 0          | 0           | 0          | 0                 | 0                 | 0                 | 0                 | 2          | 0          | 0           | 0          | 15       | 0      | 0           | 0          |
| A. Reichel    | 30         | 0          | 0           | 0          | 0                 | 0                 | 0                 | 0                 | 8          | 0          | 0           | 0          | 38       | 0      | 0           | 0          |
| H. Rinner     | 0          | 0          | 0           | 0          | 0                 | 0                 | 0                 | 0                 | 0          | 0          | 0           | 0          | 0        | 0      | 0           | 0          |
| W. Wolf       | 33         | 2          | 1           | 0          | 1                 | 0                 | 0                 | 0                 | 7          | 0          | 0           | 0          | 41       | 2      | 1           | 0          |